# Winthrop Rockefeller
Winthrop Rockefeller (ur. 1 maja 1912 w Nowym Jorku, zm. 22 lutego 1973 w Palm Springs) – amerykański polityk, działacz Partii Republikańskiej, filantrop.

## Życiorys
Był synem Johna D. Rockefellera juniora oraz wnukiem Johna D. Rockefellera, założyciela koncernu Standard Oil i wówczas jednego z najbogatszych ludzi na świecie. Jego matką była Abby Aldrich, jedna z trzech córek Nelsona Aldricha, senatora z Rhode Island. Jego starszym bratem był Nelson Rockefeller, wieloletni gubernator stanu Nowy Jork i 41. wiceprezydent Stanów Zjednoczonych.
W 1934, po czterech latach nauki, ukończył studia na Uniwersytecie Yale. W czasie II wojny światowej służył w amerykańskiej armii. Brał udział w bitwie o Okinawę i dosłużył się rangi pułkownika.
W 1953 roku przeprowadził się do Arkansas, gdzie założył wielkie gospodarstwo rolne Winrock. Plantacja mieściła się na górze Petit Jean Mountain, która została specjalnie wyrównana. Było to jedno z najbardziej dochodowych przedsięwzięć w kraju. Ówczesny gubernator Arkansas, Orval E. Faubus, desygnował Winthropa na różne stanowiska, ale ten miał własne ambicje polityczne i wstąpił do Partii Republikańskiej.
Pierwsze podejście do walki o fotel gubernatora nie okazało się sukcesem i w 1964 został pokonany przez Faubusa. Dwa lata później Faubus przeszedł na emeryturę, a wybory wygrał Rockefeller. W owym czasie tylko 11% mieszkańców Arkansas było republikanami, ale Winthrop zreformował i umocnił tę partię. Został ponownie wybrany w 1968. Dwa lata później został pokonany przez młodego demokratę i późniejszego senatora Dale'a Bumphersa, który był jednym z pierwszych gubernatorów przedstawicieli Nowego Południa. Sam Rockefeller zainicjował wiele reform, które doprowadziły do pewnej transformacji stanu. Jego ostatnim wydanym aktem urzędowym było ułaskawienie wszystkich więźniów skazanych na karę śmierci.
Był pierwszym republikańskim gubernatorem Arkansas od czasów wojny secesyjnej.
Zmarł na raka. Został pochowany na swoim ranczu w Morrilton.
Jego syn, Winhtrop Paul, z ramienia Partii Republikańskiej został wicegubernatorem stanu Arkansas. Wymieniano go w gronie kandydatów na gubernatora w 2006, zmarł jednak w lipcu tegoż roku.